# 莫特任
50°22′54″N 29°56′11″E / 50.38167°N 29.93639°E

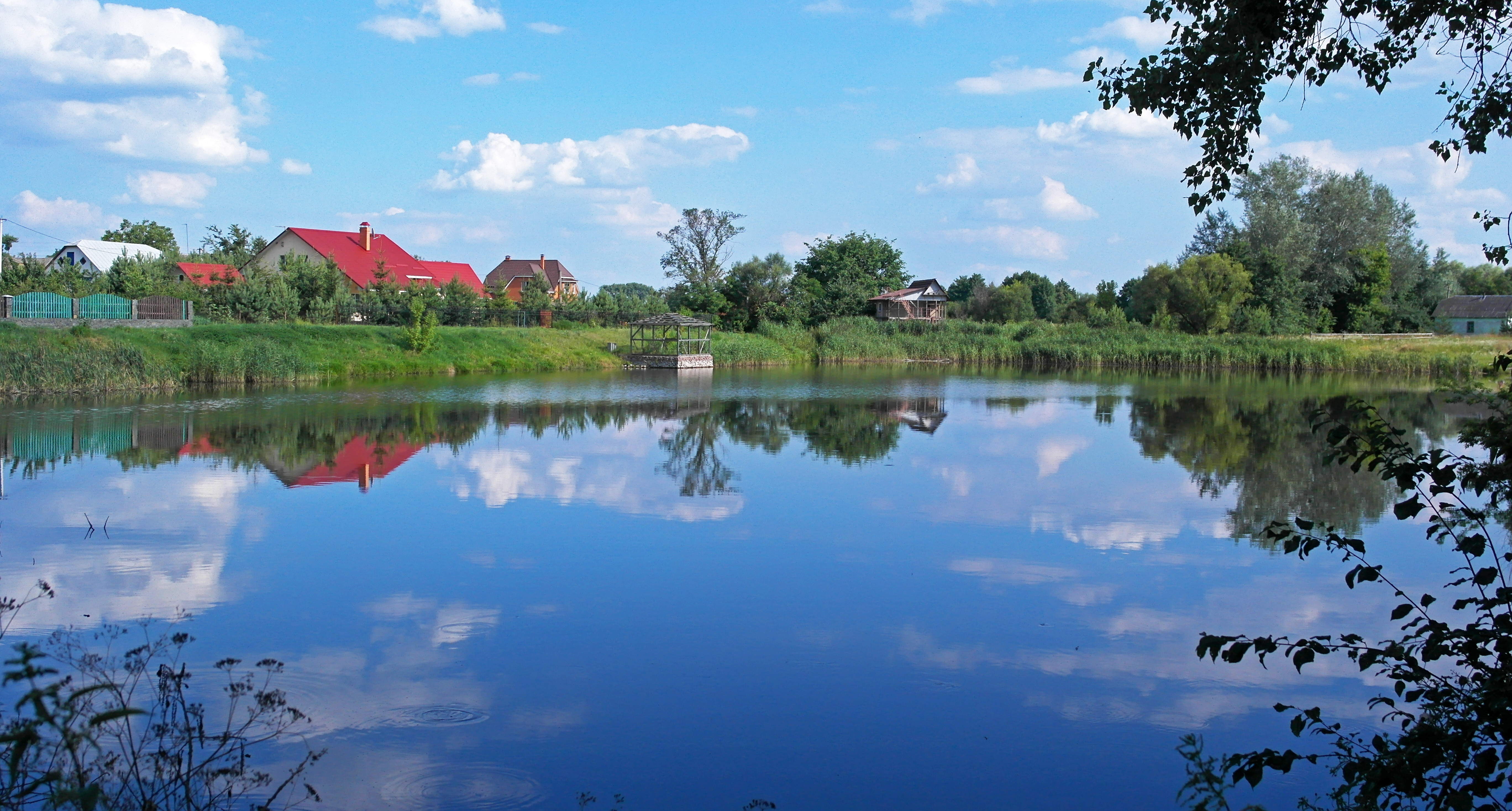
池塘

莫特任（羅馬化：Motyzhyn）是位於烏克蘭北部的村莊，由基辅州布恰区的馬卡里夫市鎮負責管轄。該村處於布恰河畔，始建於1162年，面積4.43平方公里，海拔高度184米，2001年人口1,209。